# اقزبير (غرغان بوي)
اقزبیر (بالفارسية: اقزبیر) هي قرية تقع في إيران في قسم غرغان بوي الريفي. يقدر عدد سكانها بـ 1061 نسمة بحسب إحصاء 2016.